# Alexander Armstrong (Mediziner)
Sir Alexander Armstrong (* 1818 im County Donegal; † 4. Juli 1899) war ein irischer Schiffschirurg in der Royal Navy.

## Leben
Armstrong studierte Medizin am Trinity College Dublin und an der University of Edinburgh. 1842 trat er als Assistenzarzt in die Royal Navy. 1849 zum Surgeon befördert, segelte er 1850 auf der Investigator in die westliche Arktis. Kapitän Robert John Le Mesurier McClure suchte über die Beringstraße nach der vermissten Franklin-Expedition. Dabei wurde das Schiff über drei Jahre vom Packeis eingeschlossen. Durch ihre Rettung entdeckten sie die Nordwestpassage. Im Krimkrieg erlebte er den Beschuss der Festung Suomenlinna. Später diente er in der Mediterranean Fleet, am Royal Naval Hospital Bighi in Malta, am Royal Hospital Haslar und an der Royal Marine Infirmary in Chatham (Kent). Von 1869 bis 1880 war er Director-General of the Medical Department of the Navy.

## Ehrungen
- Polar Medal
- Baltic Medal
- Gilbert Blane-Medaille
- Order of the Bath, Knight Commander (1871)
- Fellow of the Royal Society
- Ehrenarzt der Königin und des Prince of Wales

## Werke
- Personal narrative of the discovery of the North-West passage, with numerous incidents of travel and adventure during nearly five years' continuous service in the arctic regions while in search of the expedition under Sir John Franklin. London 1857.
- Observations on naval hygiene and scurvy, more particularly as the latter appeared during a polar voyage. 1858.